# 미션 카슈미르
미션 카슈미르(Mission Kashmir)는 인도에서 제작된 비두 비노드 쇼프라 감독의 2000년 액션, 드라마, 스릴러 영화이다. 산제이 더트 등이 주연으로 출연하였다.

## 출연

### 주연
- 산제이 더트
- 리틱 로샨
- 쁘리티 진따